# Duomo di Bressanone
Il Duomo di Bressanone (in tedesco Brixner Dom), ufficialmente Cattedrale di Santa Maria Assunta e San Cassiano (in tedesco Dom Mariae Aufnahme in den Himmel und St. Kassian), è il principale luogo di culto di Bressanone, in Alto Adige, e cattedrale della diocesi di Bolzano-Bressanone. È monumento nazionale italiano.

## Storia

### Costruzione e rifacimenti
La prima traccia che si ha del Duomo è posta attorno al X secolo, quando era una chiesa in stile ottoniano, andata però distrutta nel 1174, a seguito di un incendio.
Successivamente sopra i resti della chiesa distrutta, fu eretto il duomo, in stile romanico. Esso fu realizzato a croce latina con tre navate, tre absidi e 2 campanili, mentre sotto la chiesa era la cripta. All'epoca del vescovo e cardinale Nicolò Cusano (1450-1464) si realizzò un'abside gotica. Anche questo edificio però andò distrutto in un incendio nel 1234.
Nelle tre absidi c'erano degli altari in onore dei santi Pietro, Cassiano ed Ingenuino. Le reliquie di San Ingenuino furono traslate da Sabiona a Bressanone nel 963 e quelle di san Cassiano nel 991. Questo significa che Bressanone diventò quello che era una volta Sabiona.

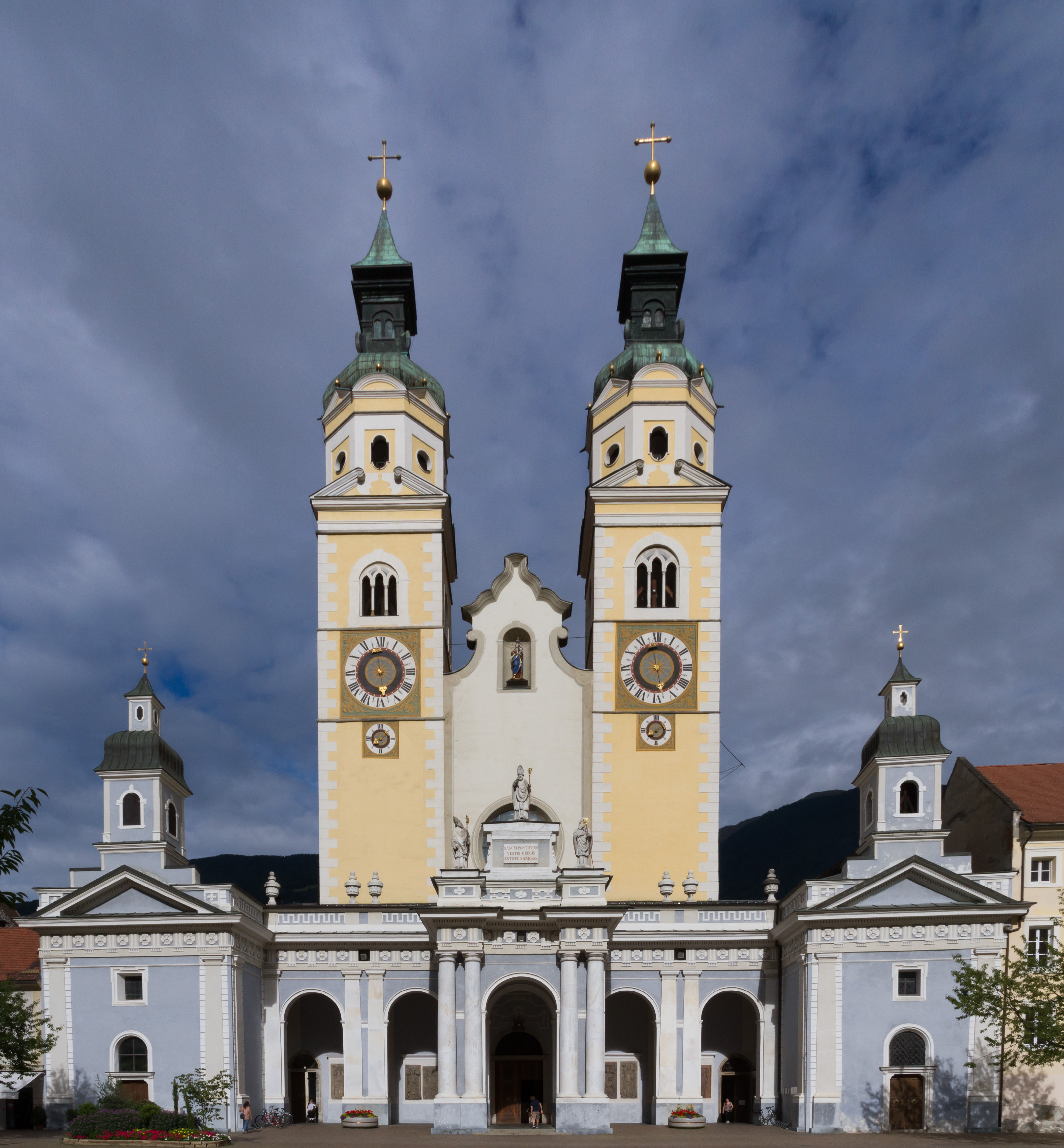
La facciata.

Più tardi, tra il 1745 ed il 1754, venne rimaneggiato in stile barocco ed è quello che è visibile ai nostri giorni. La sua consacrazione avvenne nel 1758. Vari furono gli architetti che si susseguirono nella messa in opera: Teodoro Benedetti di Mori, Giuseppe Delai di Bolzano, Stephan Foeger di Innsbruck, nonché i sacerdoti Franz Penz e Georg Tangl. Le nove pale dell'altare sono opere di grandi pittori: Cignaroli, Linder, Schöpf, Troger e Unterperger. La volta fu decorata a stucchi negli anni 1894-97 e nel 1985-86 tutto l'edificio sacro fu restaurato e rimesso a nuovo.
Dal 1950 il duomo è anche basilica minore. Per questo sopra l'ingresso principale spicca lo stemma del papa regnante. Mentre il primo duomo era dedicato a San Pietro, quello attuale è intitolato a Maria Assunta in cielo.
Nel 2001-02 il duomo e i campanili ebbero una nuova copertura: 85.000 tegole a smalto; attualmente si può notare la particolare brillantezza del tetto.
Alla fine del 2009, nell'atrio del duomo sono stati posti tre scudi stemmati, raffiguranti gli stemmi di tre papi: Damaso II, Pio VI e Benedetto XVI. I tre scudi realizzati dallo scultore Markus Gasser, rappresentano i papi che hanno avuto qualche tipo di rapporto con la città vescovile.
La cripta del duomo romanico e gotico fu colmata durante la costruzione dell'edificio barocco.

### Il committente

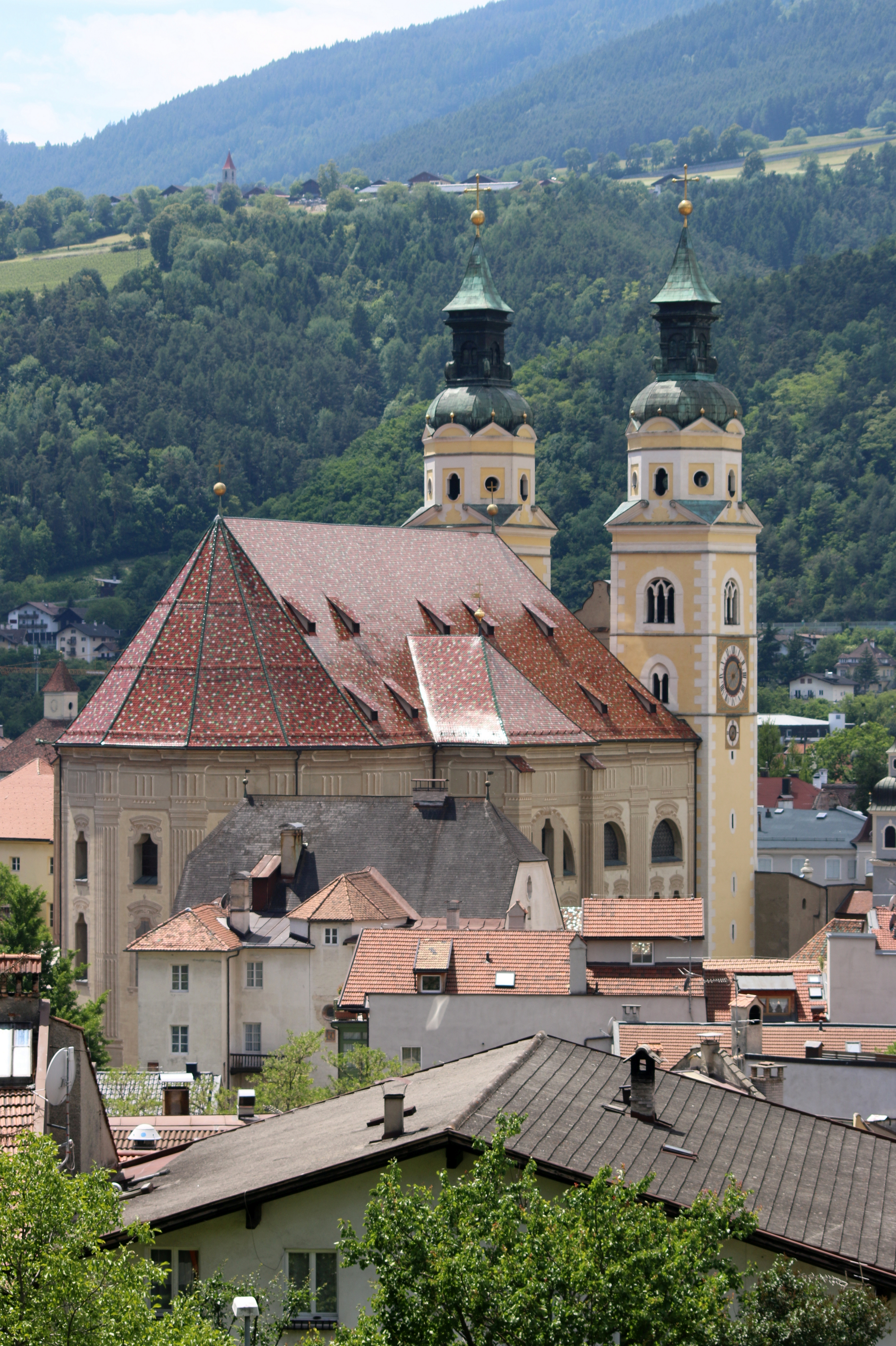
Veduta posteriore.

Committente del Duomo attuale fu il principe-vescovo Kaspar Ignaz von Künigl (1702-1747). Già attorno al 1700 il Capitolo del duomo intendeva erigere una cattedrale barocca. Ma il giovane vescovo Künigl esclamò: "abbiamo cose più importanti da fare che costruire un duomo nuovo". Visite pastorali con amministrazione di cresime, ripetute missioni al popolo in tutta la diocesi ed istituzione di nuovi posti di cura d'anime erano per lui le tre grandi priorità operative. Ultimate le visite pastorali, le missioni al popolo e l'istituzione di 73 cure d'anime nonché di 20 benefici per primissari, il vescovo disse: "Ora costruiamo il duomo. Deve assomigliare al grandioso salone, ad un autentico atrio del cielo. La sua caratteristica non sia lo stucco lustro, bensì marmo".
Il vescovo morì durante la costruzione del duomo e nel suo testamento lasciò scritto: "Il mio corpo al duomo di Bressanone, ma il mio cuore a St. Jakob di Innsbruck presso la Madonna del Cranach, perché lì ho appreso ad amare Maria". Infatti il suo cuore fu portato ad Innsbruck, dove tuttora si trova: accanto al delebre dipinto della Madonna dell'Aiuto di Lukas Cranach.

### La cattedrale oggi
Oggi il vescovo si è trasferito a Bolzano, ma ritorna nella cattedrale per presiedere l'eucaristia nelle maggiori solennità e in occasioni particolari, quali il giovedì santo, dove consacra gli oli utilizzati per l'amministrazione del battesimo, della cresima, dell'unzione degli infermi, per l'ordinazione di vescovi e presbiteri, nonché per la dedicazione di chiese e altari e la benedizione delle campane.
Altre funzioni alle quali il vescovo partecipa, sono: la Veglia Pasquale, dove lui stesso amministra il battesimo, la Pentecoste, dove amministra la Cresima e la festa dei santi Pietro e Paolo, dove ordina i nuovi sacerdoti.
Il vescovo Wilhelm Emil Egger è stato consacrato qui nel 1986, così come il vescovo Karl Golser nel 2009 e il vescovo Ivo Muser nel 2011.
Nel duomo si conservano e venerano le reliquie dei santi patroni diocesani Cassiano, Virgilio, Ingenuino ed Albuino, festeggiati con un'apposita solennità liturgica.
Nel duomo sono sepolti tutti i 14 vescovi defunti dopo l'erezione del duomo barocco e se ne celebra la memoria. A loro e alla lor epoca fanno riferimento anche i monumenti lungo i pilastri e le scritte sul pavimento transetto.
Il grande portale sta ad indicare che qui avviene l'accesso alla Gerusalemme celeste, la "porta dei cieli". L'ottagono nel transetto è un'immagine della nuova vita, della comunità dei credenti della Gerusalemme celeste.

## Descrizione

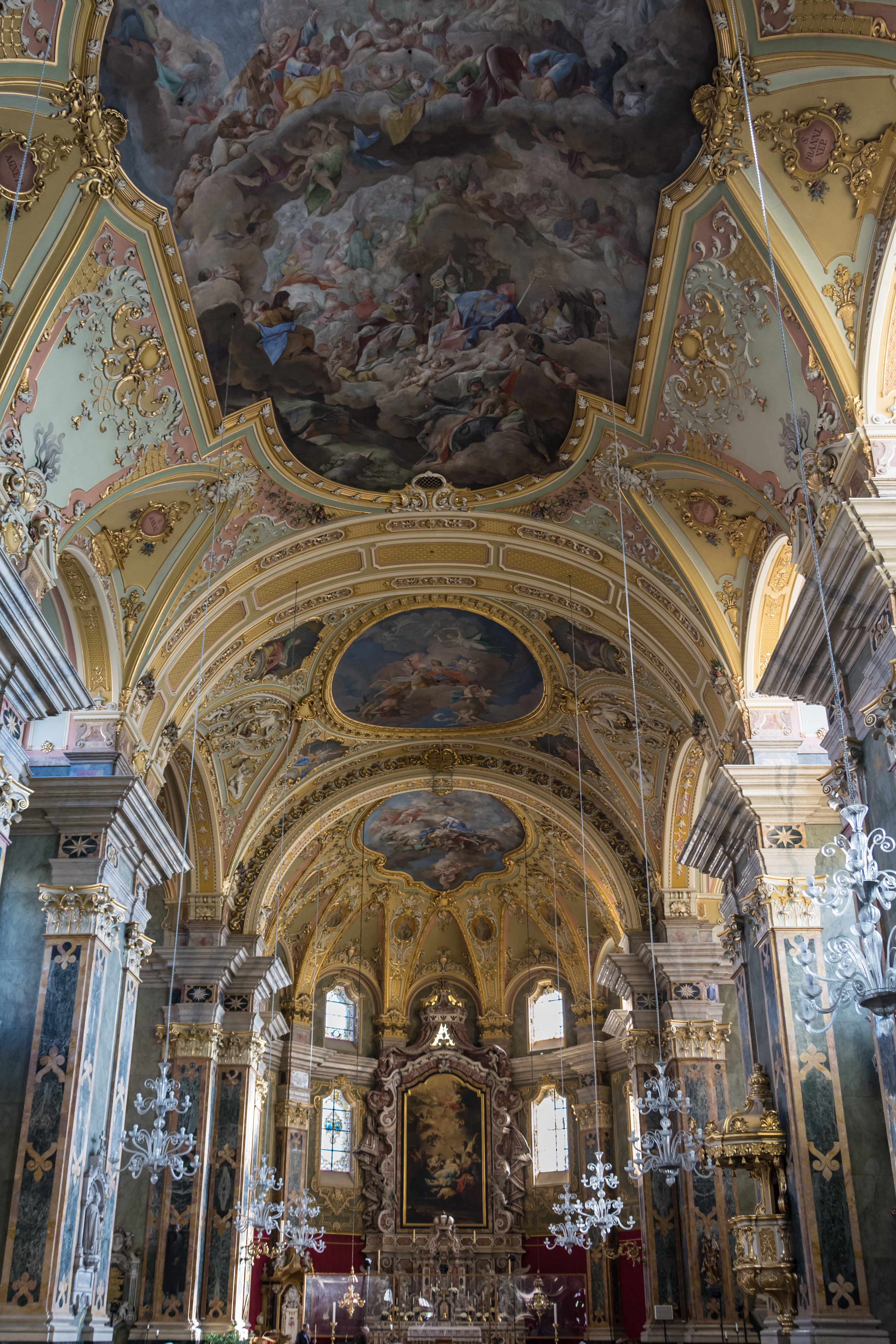
Veduta dell'interno.

### I campanili e le campane
Il campanile a nord è alto 65,08 m, quello sud 65,37 m. Lo spessore del muro absidale è di 2,34 m.
Il duomo possiede un concerto di otto campane, di cui le 6 maggiori a slancio tirolese e la campana "dell'agonia" a slancio, con nota base La.
Le campane sono così disposte:
Torre sud
- Campana maggiore (I): nota LA2, diametro 184,7 cm, 3894 kg, anno 1838 fusa da Grassmayr, Innsbruck
- Campana dell'orologio (VIII): nota DO#5

Torre nord
- Campana II: DO#3, diametro 145 cm, 1850 kg, fusa da Colbacchini, Trento, nell'anno 1922
- Campana III: MI3, diametro 120 cm, 1100 kg fusa da Colbacchini, Trento, nell'anno 1922
- Campana IV: FA#3,diametro 109 cm, 810 kg fusa da Colbacchini, Trento, nell'anno 1922
- Campana V: LA3, diametro 90 cm, 450 kg fusa da Colbacchini, Trento, nell'anno 1922
- Campana VI: DO#4,diametro 71 cm, 260 kg fusa da Colbacchini, Trento, nell'anno 1922
- Campana dell'agonia: RE#4, diametro 61 cm, 140 kg fusa da Colbacchini, Trento, nell'anno 1922

### Interno

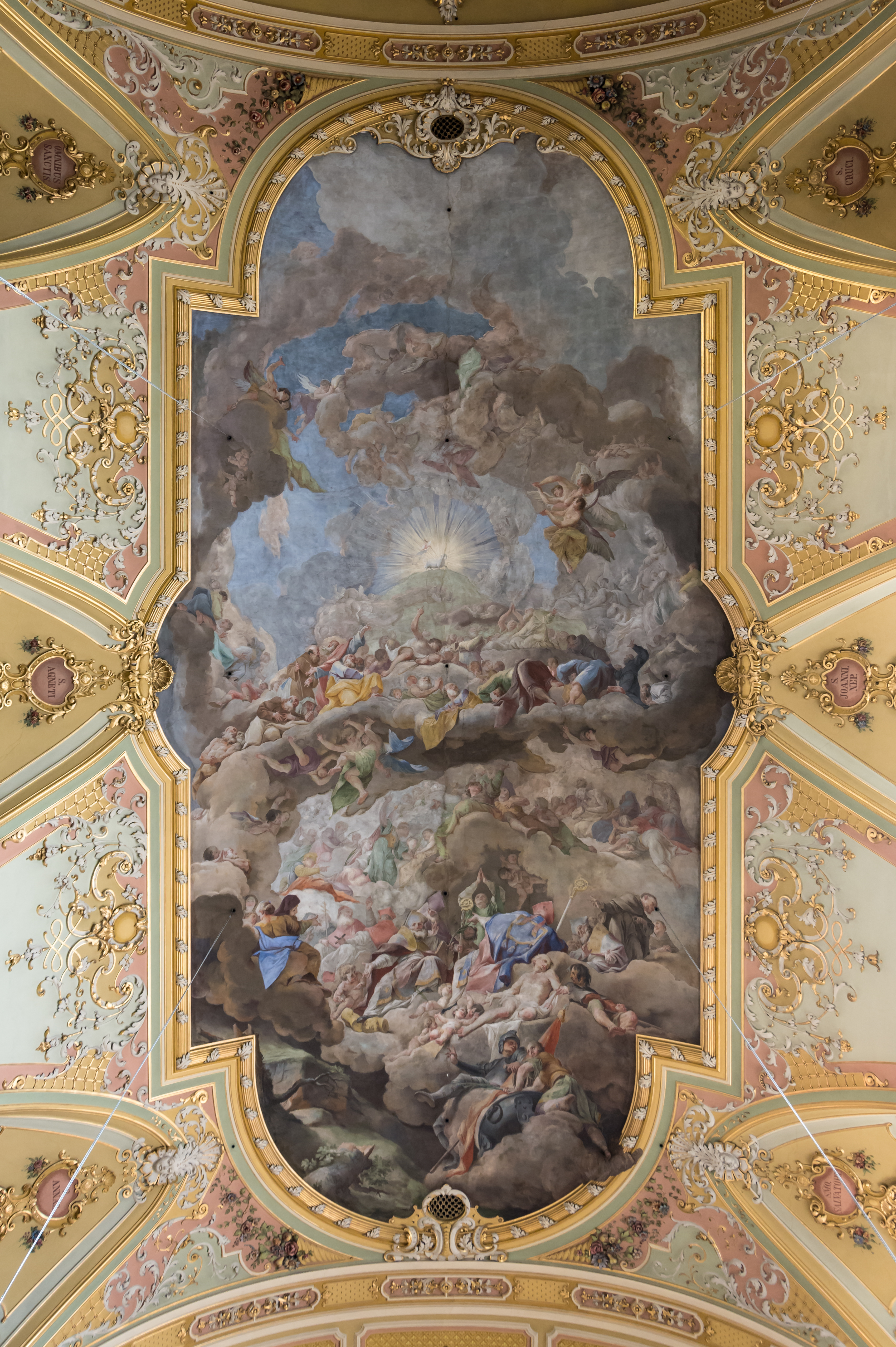
Affresco della volta di Paul Troger (1748-50).

Sulle volte della cattedrale si possono osservare affreschi di Paul Troger, uno dei più importanti pittori barocchi dell'Alto Adige, Gli affreschi occupano una superficie di 200 m² sulla navata principale. Le pareti sono rivestite con ben 33 tipi di marmo diversi.
Nel duomo sono presenti tre antichi organi, di cui uno, con ben 3335 canne (in cui la misura minore delle canne è pari a 17 mm, e la maggiore 5,20 m), 48 registri effettivi e 3 manuali ed una pedaliera.

### Gli affreschi
Nella pala dell'altare maggiore Michelangelo Unterperger ha raffigurato il Transito di Maria fra Apostoli e pie donne. Dall'alto entra una luce paradisiaca, e schiere angeliche si librano in volo pronte ad accompagnare Maria in cielo.
Nell'affresco di Paul Troger sopra il presbiterio Cristo accoglie Maria in cielo. Il grandioso affresco del Troger nella volta della navata (più di 250 m², con oltre 200 figure) ci permette di spingere lo sguardo nella maestosità del cielo.
Sopra la cantoria è raffigurato un concerto angelico.
Nel transetto di sinistra il patrono diocesano San Cassiano è raffigurato come maestro, martire e missionario a Sabiona, la prima sede vescovile nella "terra dei monti". Nel grande affresco della volta anche lui, con i santi vescovi Ingenuino, Albuino ed Artmanno, si incamminanio verso il cielo.

### Organi a canne

#### Organo maggiore

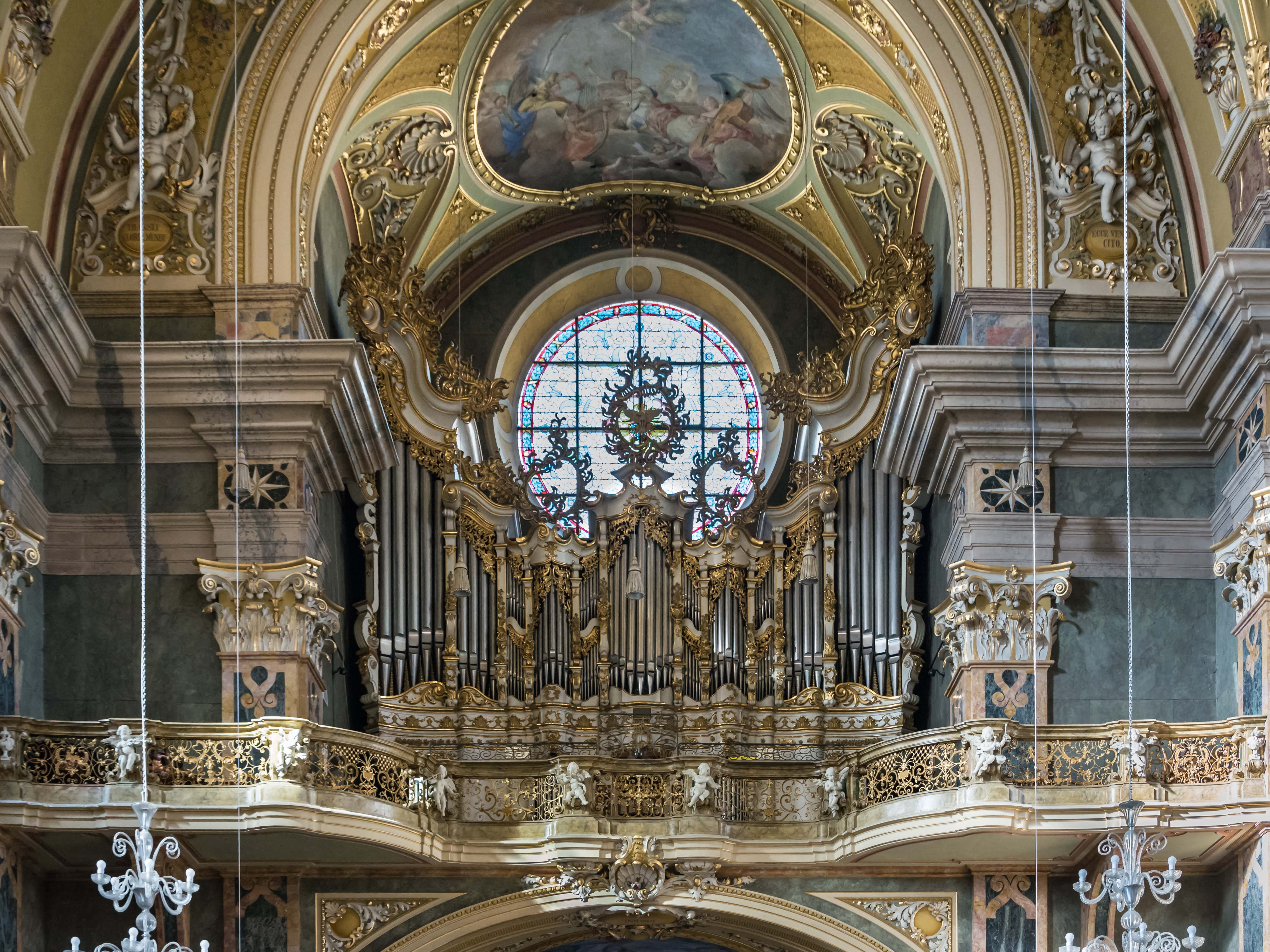
Il monumentale organo barocco

Sulla cantoria in controfacciata si trova l'organo a canne maggiore della cattedrale, una delle opere più significative presenti nella chiesa. Inaugurato il 4 ottobre 1980 l'attuale strumento, costruito dalla ditta organaria tirolese Pirchner Orgelbau, è inserito all'interno della cassa riccamente decorata con sculture eseguite dall'altoaesino Konrad Wizer nel XVII secolo.
L'organo è a trasmissione meccanica ed ha 48 registri su tre tastiere, di 56 note ciascuna, e pedaliera, di 30, per un totale di circa 3.335 canne.

#### Organo dell'abside
Sulla cantoria di sinistra dell'abside si trova un organo a canne a trasmissione elettrica, costruito nel 1997 da Johann Pirchner per l'accompagnamento delle liturgie.
Esso ha 21 registri, suddivisi fra le due tastiere e la pedaliera.

#### Organo della cappella di San Giovanni
Nella cappella laterale dedicata a san Giovanni, si trova un organo positivo costruito nel XVII-XVIII secolo da Daniel Herz. A trasmissione integralmente meccanica, ha un'unica tastiera con prima ottava scavezza ed è privo di pedale.

### La Madonna del Leinberger
A destra dell'arco trionfale si trova la Madonna tardogotica di Hans Leinberger (1520, Landshut). Giunse da Roma a Bressanone nel 1952 dopo precedenti tappe a Monaco e Merano. È considerata l'opera migliore dell'artista bavarese, ed è tuttora oggetto di grande venerazione popolare.

### Misure e dimensioni
| Parametro                  | Misura  |
| -------------------------- | ------- |
| Lunghezza                  | 62,70 m |
| Larghezza                  | 21,50 m |
| Altezza della navata       | 22,70 m |
| Altezza del campanile nord | 65,80 m |
| Altezza del campanile sud  | 65,37 m |
| Spessore dell'abside       | 2,34 m  |

## Attorno al Duomo

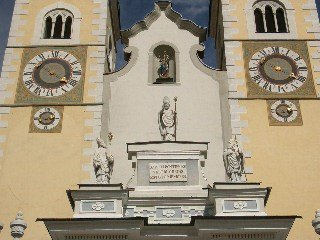

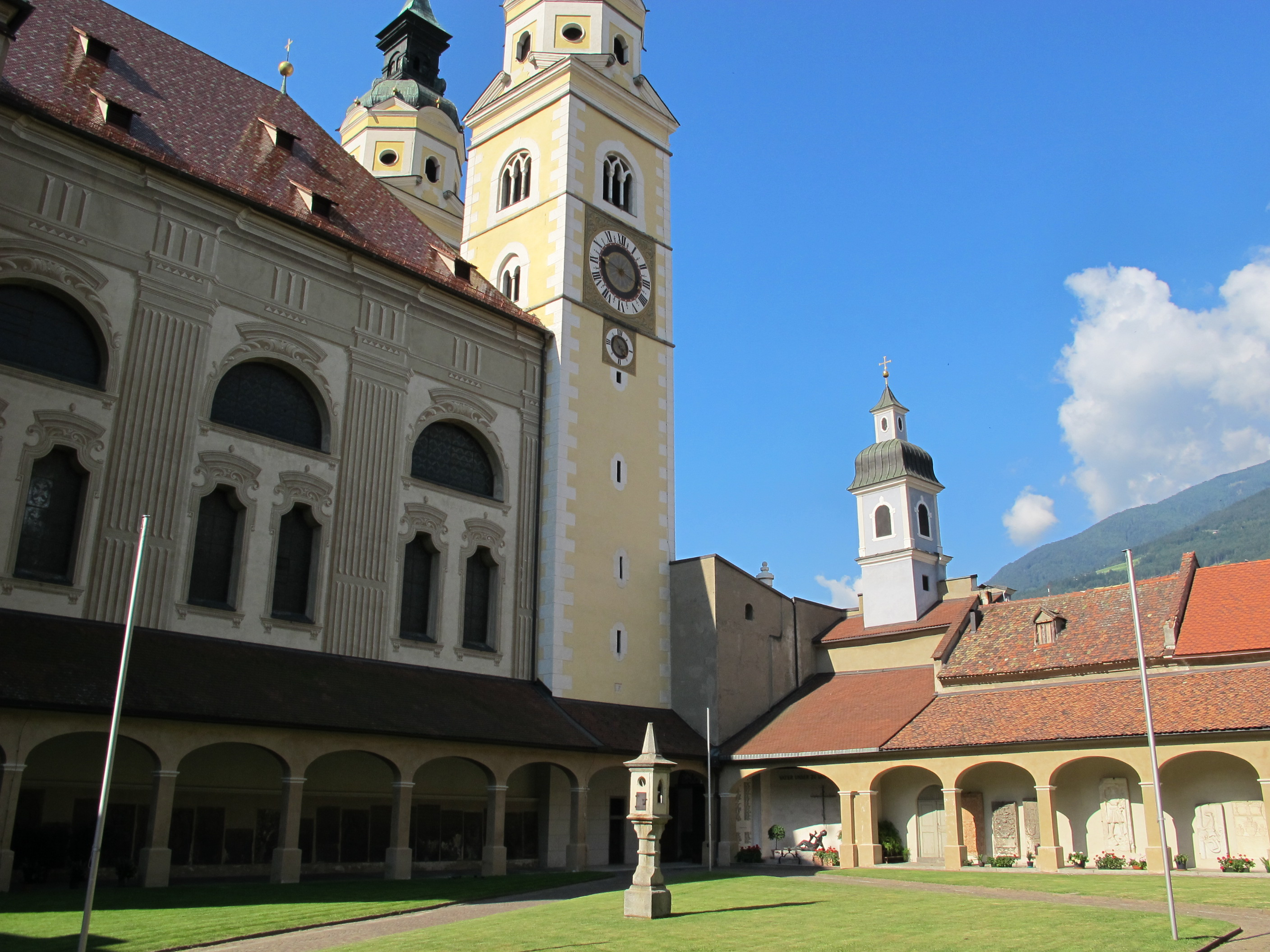
Il cimitero.

Il Duomo è circondato da altri edifici religiosi. A nord il vecchio cimitero la separa dalla parrocchiale di san Michele e la relativa Torre Bianca, alta 72 metri. Nell'antico cimitero si trova un lume funebre in pietra del 1483 e su tutte le pareti perimetrali, sono poste alcune pietre tombali dei canonici defunti e delle famiglie nobili della zona. Tra le lapidi, si cita quella del cantore e poeta Oswald von Wolkenstein, sul muro esterno della sagrestia, sul lato a nord ovest.
Lì accanto vi sono l'ex palazzo vescovile, la Scuola del Duomo (la scuola più antica del Tirolo, prima del 1000), la Sala capitolare, la Casa dei Canonici e la Scuola di musica in lingua tedesca (Musikschule).

### Chiostro

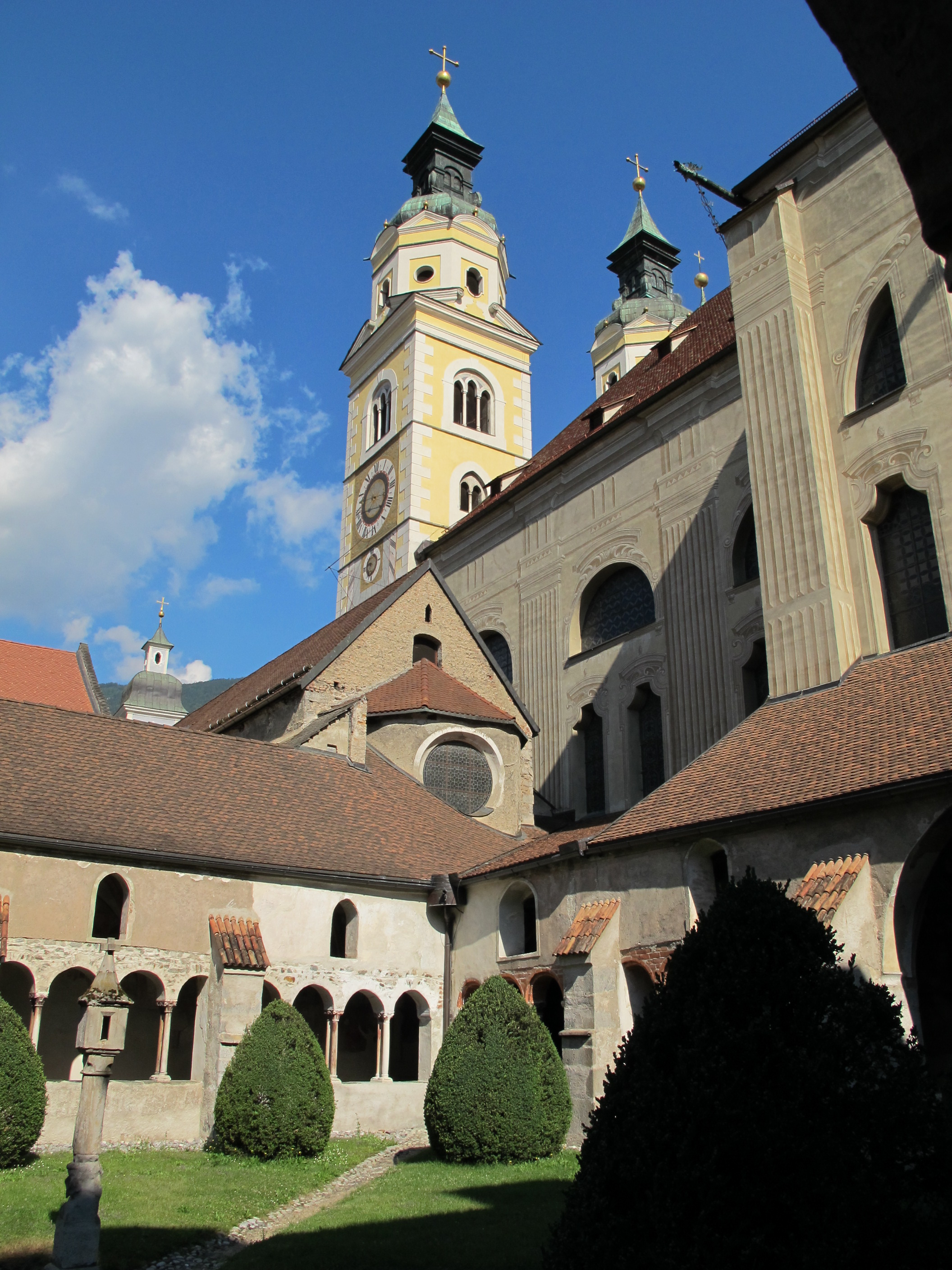
Il Chiostro.

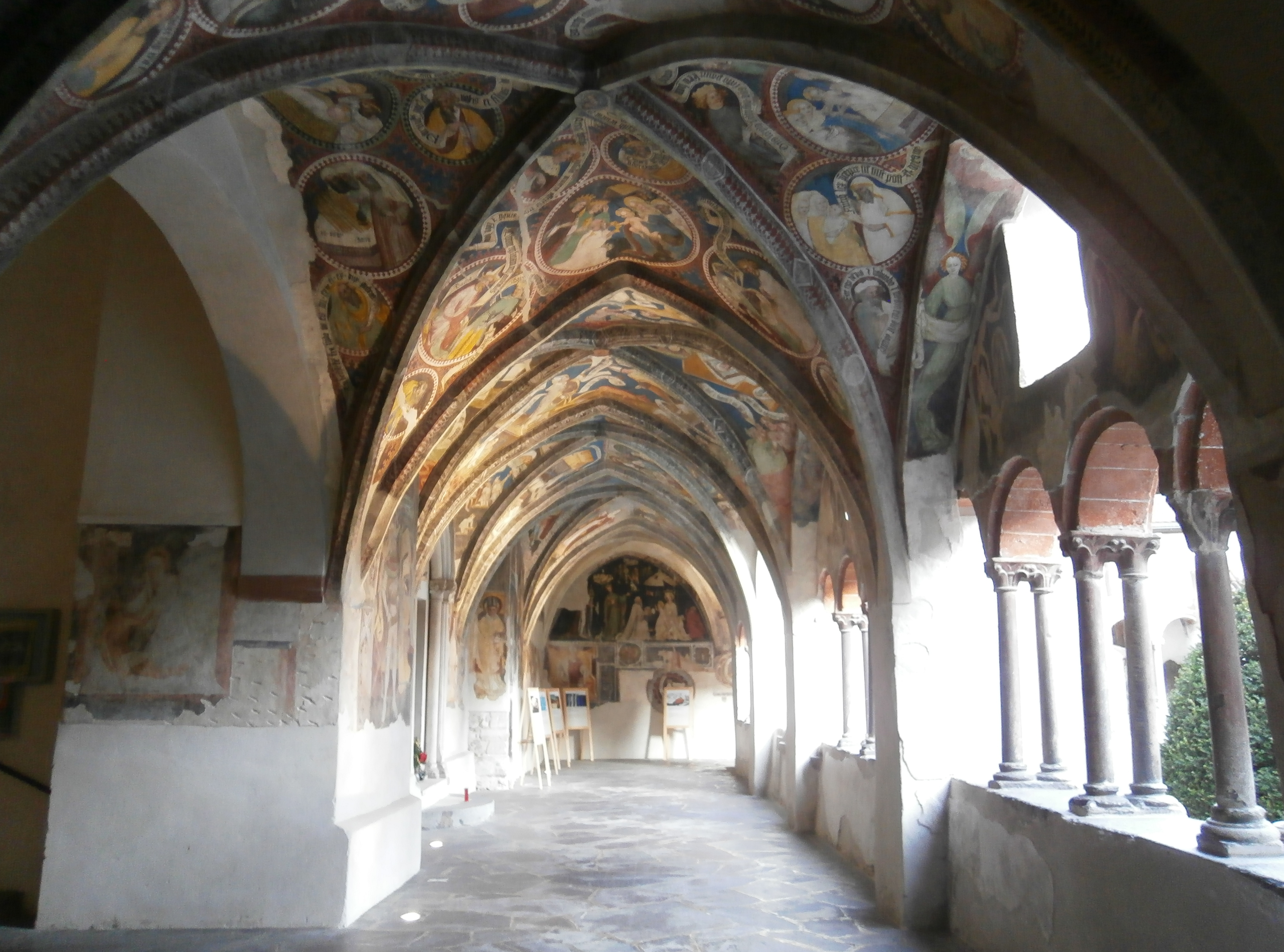
Affreschi del chiostro

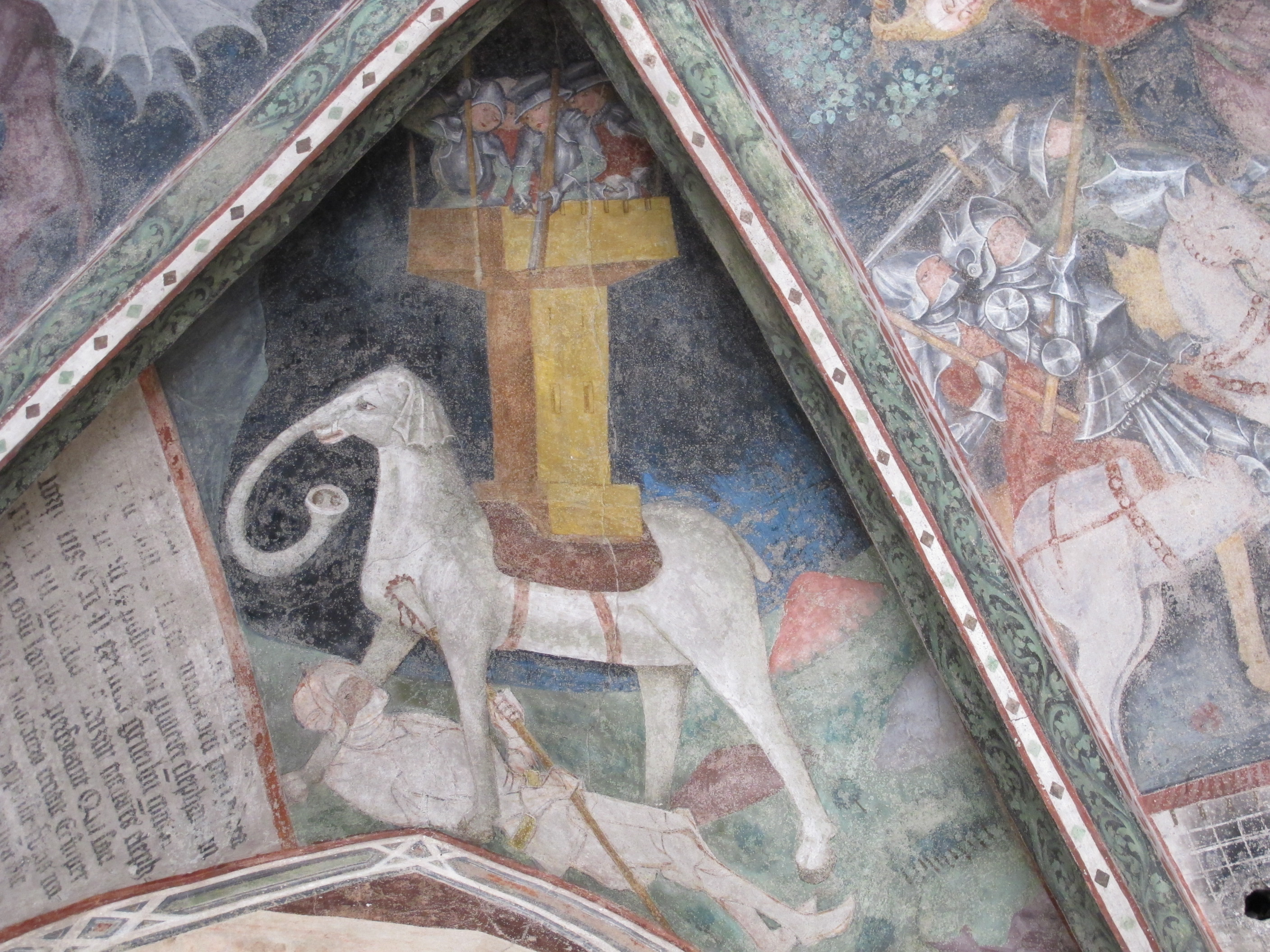
Un "cavallefante" (animale fantastico che mescola le caratteristiche del cavallo e dell'elefante) tra gli affreschi del chiostro. Si tratta di un riferimento agli elefanti da guerra utilizzati da Eleazaro Maccabeo, come raccontato nel Primo libro dei Maccabei.

Al lato meridionale del duomo è addossato il chiostro, costruito in stile romanico nel X secolo e ricostruito a partire dal 1174. Nel 1370 venne modificato in stile gotico con l'aggiunta delle volte a crociera.
Quindici delle venti arcate sono decorate con affreschi gotici che vanno dalla fine del XIV secolo all'inizio del XVI, opere di Leonardo da Bressanone, Giovanni, Cristoforo ed Erasmo da Brunico e Ruprecht Potsch. Questo ciclo d'affreschi è noto anche come la Bibbia dei Poveri, in quanto raffigura scene narrate nelle Sacre Scritture. Degne di nota sono la rappresentazione dell'Elefante (terza arcata) e l'Adorazione dei Magi (tredicesima arcata). All'interno del chiostro si possono trovare alle pareti le lapidi di canonici ed alcune importanti autorità ecclesiastiche dell'epoca. 
Un angolo non affrescato era adibito a passaggio pubblico con bancarelle.

### Cappella della Madonna
Una porta sull'angolo nord occidentale del chiostro conduce all'antica chiesa di Nostra Signora in Ambitu, antica cappella vescovile ricostruita nel XIII secolo, che conserva, sopra la volta, affreschi romanici risalenti al 1220.

### Battistero di San Giovanni
Dal lato meridionale del chiostro si accede alla Johanneskapelle am Kreuzgang, "cappella di San Giovanni al Chiostro", la più antica cappella di corte del Palazzo Vescovile, oggi Battistero. Presenta un'alta navata rettangolare, divisa in due livelli, coperta da una volta a botte; la luce filtra da quattro piccole finestre (suddivise nei due piani). Nel 1400 circa la navata fu coperta con una volta a crociera. Il Battistero conserva al suo interno importanti affreschi storici, che raffigurano il Sinodo del 1080, e anche Poppone, il Vescovo di Bressanone, divenuto poi papa Damaso II. Le opere vennero dipinte in stile romanico verso il 1210 e gotico nel 1320. Una fonte battesimale in marmo risa al I millennio.
Il 25 giugno 1080, nel battistero, si riunì il Concilio di Bressanone indetto dall'imperatore Enrico IV di Franconia per eleggere l'Antipapa Clemente III.

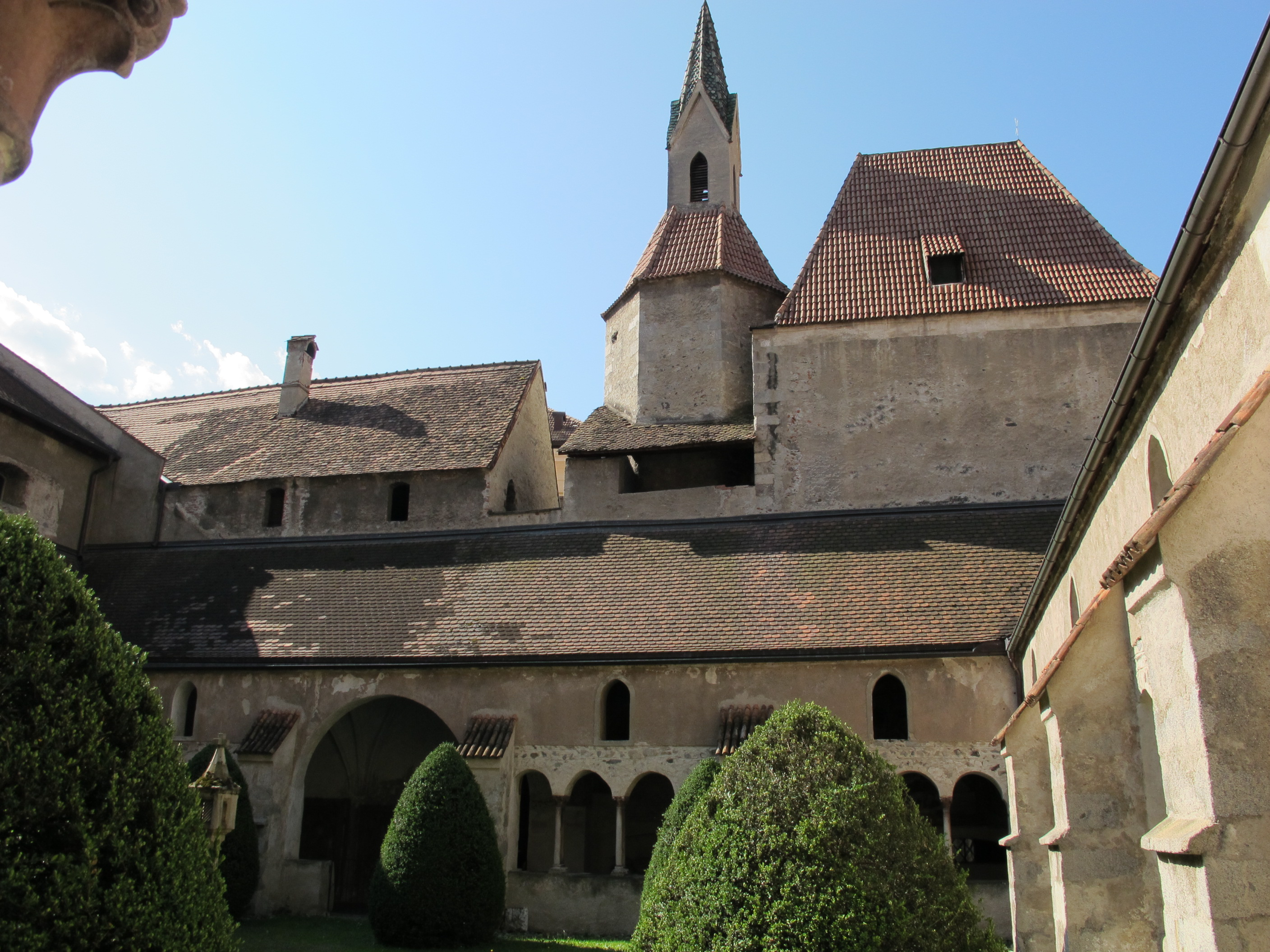
Il Battistero
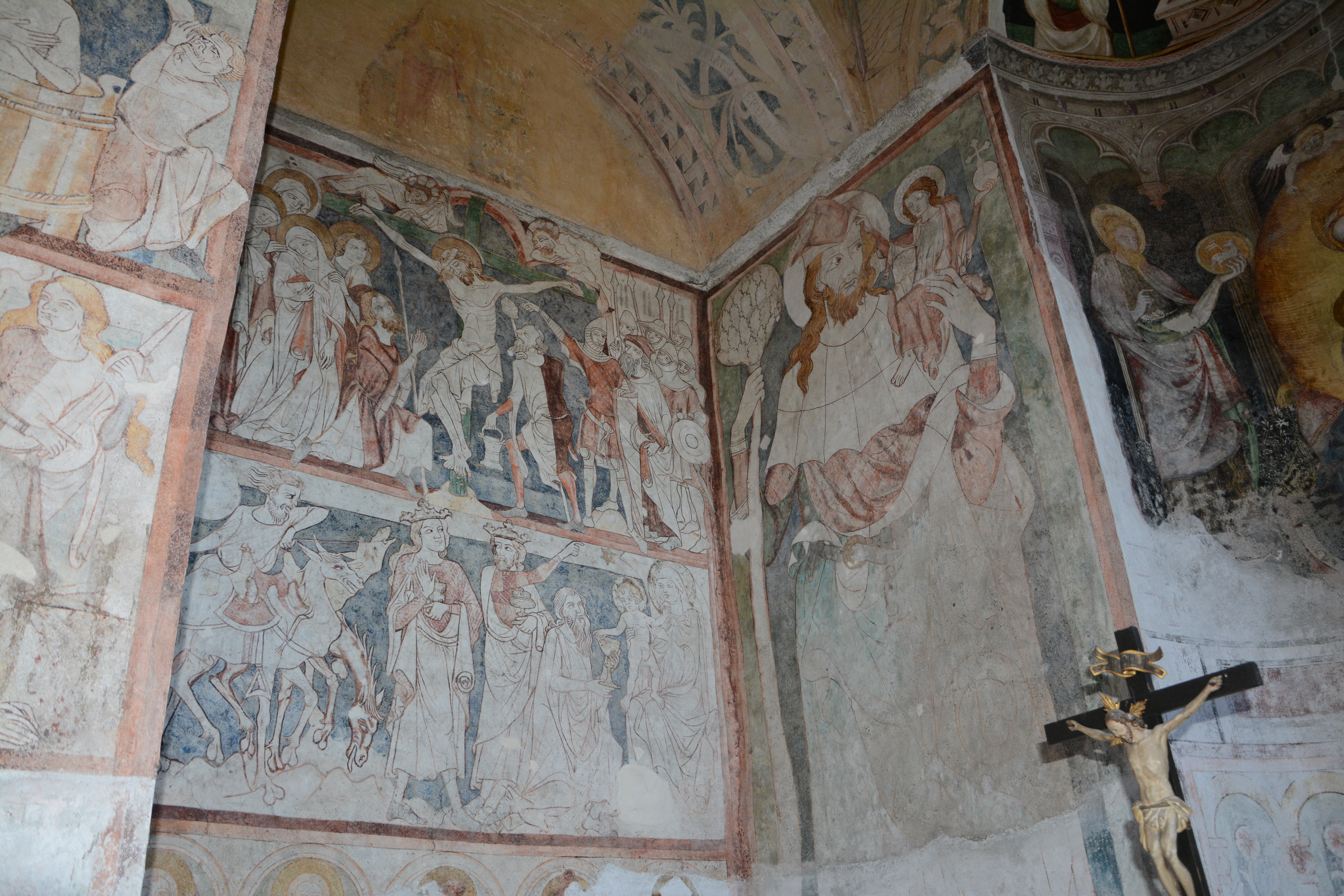
Affreschi del Battistero
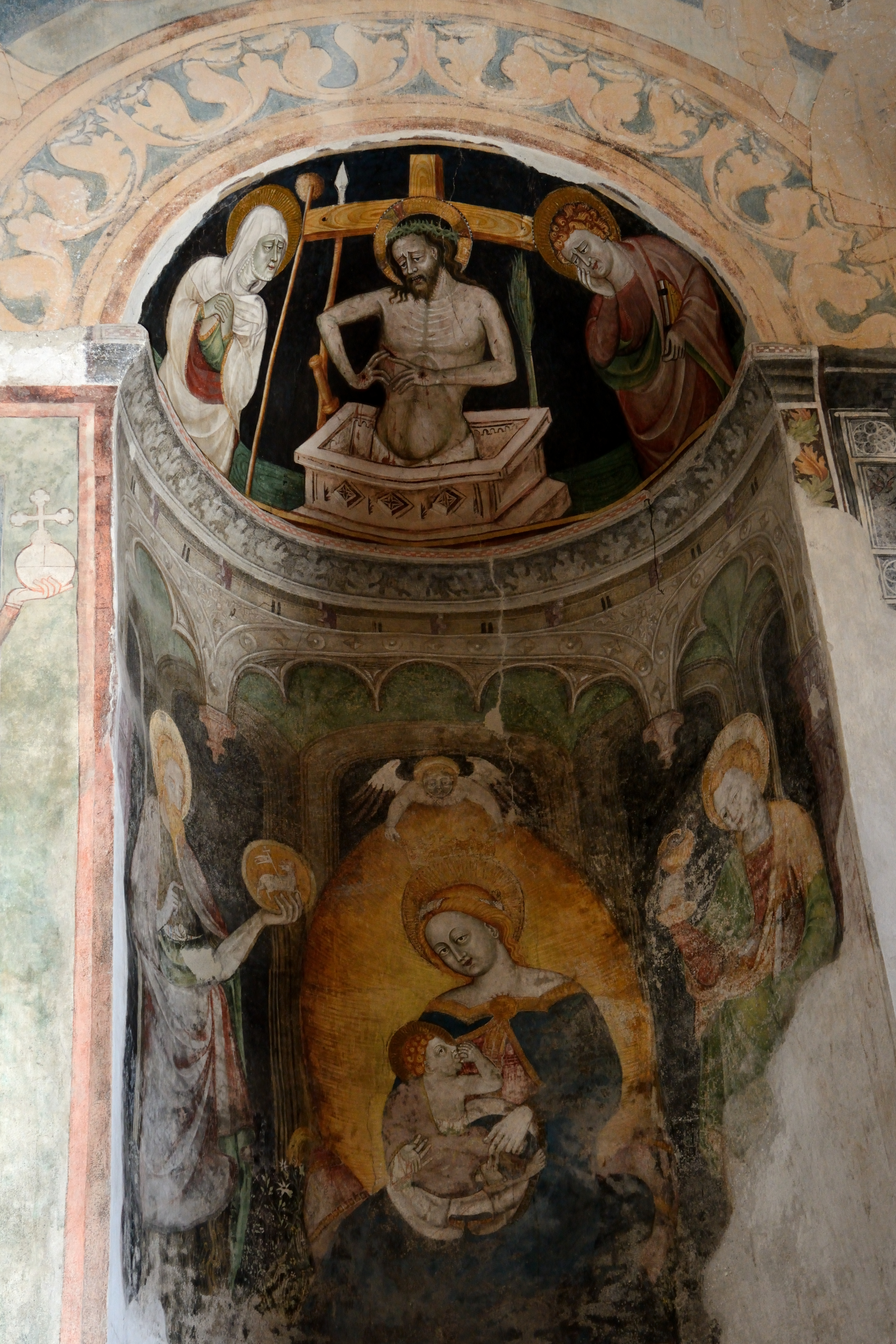
Affreschi del Battistero

## I voti del duomo
Nel 1703 il Capitolo del duomo ha fatto due importanti voti, nati in tempi difficili: una solenne processione annuale con le reliquie dei patroni diocesani e la recita del rosario ogni domenica pomeriggio in duomo. Ambedue in segno di gratitudine per la misericordiosa protezione in tempo di guerra (guerra di successione spagnola).
La processione si effettua ogni 3ª domenica del tempo pasquale, richiamando tuttora molti fedeli dai paesi vicini.

## Le confraternite
Un tempo esistevano diverse confraternite, come quelle del Santo Rosario, di Sant'Anna e della Dottrina Cristiana.
Oggi rimane solo la Confraternita Sacerdotale del Salvatore (Vereinigung Foedus Sacerdotale), fondata nel 1533.